# Sterling Knight
Sterling Sandmann Knight (sinh ngày 5 tháng 3 năm 1989) là một diễn viên, ca sĩ người Mỹ. Anh được biết đến với các vai diễn trong những phim như: 17 Again (cùng với Zac Efron), Sonny with a Chance (vai Chad Dylan Cooper, cùng với Demi Lovato), hay Starstruck (vai Christopher Wilde).

## Tiểu sử
Sterling Knight sinh ra ở Houston, Texas. Knight đã có một số vai diễn tại nhà hát Houston từ khi 10 tuổi bao gồm On Golden Pond, Lost in Yonkers, Bye Bye Birdie và Mad Adventures of Mr. Toad. Anh thích chơi golf, trượt tuyết và guitar. Với kỹ năng đánh đàn guitar của mình, anh thành lập một ban nhạc với ngôi sao đồng nghiệp và bạn bè của Matt Shively trên YouTube tên là "Connecting Channels".

## Danh sách phim và ca nhạc
| Truyền hình   | Truyền hình                            | Truyền hình                             | Truyền hình                                                     |
| Năm           | Tên phim                               | Vai diễn                                | Chú thích                                                       |
| ------------- | -------------------------------------- | --------------------------------------- | --------------------------------------------------------------- |
| 2006          | Hi-Jinks                               | Brendan                                 | Tập phim: "Winner"                                              |
| 2007          | Hannah Montana                         | Lucas (Bạn trai của Lilly)              | Tập phim: "My Best Friend's Boyfriend"                          |
| 2007          | The Closer                             | Grady Reed                              | Tập phim: "Next of Kin: phần 1" Tập phim: "Next of Kin: phần 2" |
| 2008          | Out of Jimmy's Head                    | Brad                                    | Tập phim: "Bad Fad"                                             |
| 2008          | Grey's Anatomy                         | Kip                                     | Tập phim: "Freedom"                                             |
| 2008          | Disney Channel's Totally New Year 2008 | Là chính mình                           |                                                                 |
| 2009          | Zack Goes Back                         | Là chính mình                           |                                                                 |
| 2009          | Going Back To 17                       | Là chính mình                           |                                                                 |
| 2009          | Leo Little's Big Show                  | Là chính mình                           |                                                                 |
| 2009          | Disney Channel New Year Star Showdown  | Là chính mình                           |                                                                 |
| 2009, 2010    | The Bonnie Hunt Show                   | Là chính mình                           | 2 tập                                                           |
| 2009-2010     | Sonny with a Chance                    | Chad Dylan Cooper                       | Trong dàn nhân vật chính                                        |
| 2013-hiện tại | Mellisa and Joey                       | Zander                                  |                                                                 |
| Điện ảnh      |                                        |                                         |                                                                 |
| Năm           | Tên phim                               | Vai diễn                                | Chú thích                                                       |
| 2005          | Calm                                   | Người trượt tuyết                       |                                                                 |
| 2006          | Career Day                             | Ben Taylor                              |                                                                 |
| 2009          | Balls Out: Gary The Tennis Coach       | Opposing Team Tennis Player             | Không được ghi danh                                             |
| 2009          | 17 Again                               | Alex O'Donnell                          |                                                                 |
| 2010          | Starstruck                             | Christopher "Chris" Wilde               | Disney Channel Original Movie                                   |
| 2010          | Privileged                             | Soph 1                                  |                                                                 |
| 2010          | Elle: A Modern Cinderella Tale         | Ty Parker                               |                                                                 |
| 2011          | Transit                                | Shane                                   |                                                                 |
| Âm nhạc       |                                        |                                         |                                                                 |
| Năm           | Đĩa nhạc                               | Vai diễn                                | Chú thích                                                       |
| 2008          | "La La Land"                           | Mua sắm với Tiffany Thornton, Paparazzi | Trình bày bởi Demi Lovato                                       |
| 2010          | "Something About the Sunshine"         | Là chính mình                           | Trình bày bởi Anna Margaret                                     |
| 2010          | "Starstruck"                           | Christopher Wilde                       |                                                                 |
| 2010          | "Got to Believe"                       | Christopher Wilde                       |                                                                 |

### Bài hát
- "Shades" - Starstruck
- "Starstruck" - Starstruck
- "Got to Believe" - Starstruck
- "Hanging" - Sonny with a Chance
- "How We Do This" - Sonny with a Chance
- "Hero" - Starstruck
- "What You Mean To Me" - "Starstruck
- "Something About The Sunshine" - "Starstruck"

## Giải thưởng
| Năm  | Giải thưởng              | Thể loại                        | Bộ phim             | Kết quả   |
| ---- | ------------------------ | ------------------------------- | ------------------- | --------- |
| 2010 | Teen Choice Awards       | Diễn viên hài kịch              | Sonny With a Chance | Đề cử     |
| 2010 | Hollywood Teen TV Awards | Diễn viên hài kịch              | Sonny With a Chance | Đoạt giải |
| 2011 | People's Choice Awards   | Bộ phim gia đình được yêu thích | Starstruck          | Đề cử     |